# Nakor Bueno
Nakor Bueno Gómez, né le 4 mars 1978 à Barcelone, est un footballeur espagnol qui joue au poste d'attaquant. Son frère Aarón Bueno est également footballeur.

## Biographie
Nakor Bueno rejoint le FC Barcelone C en 1997. De 1998 à 2000, il joue avec le FC Barcelone B. Il joue un match avec l'équipe première du FC Barcelone lors de la finale de la Copa Catalunya, le 16 mai 2000 face à Mataró (victoire 3 à 0).
En 2000, il rejoint l'UE Lleida. Il évolue pendant six saisons avec cette équipe, jusqu'en 2006. Avec ce club, il inscrit 14 buts en troisième division lors de la saison 2003-2004, puis 13 buts en deuxième division lors de la saison 2004-2005.
Il est ensuite recruté par le CD Castellón, où il reste jusqu'en 2008. Par la suite, de 2008 à 2010, il joue en faveur du Polideportivo Ejido. Lors de la saison 2008-2009, il inscrit 14 buts en troisième division avec cette équipe.
Il joue ensuite une saison avec le CD Leganés (2010-2011) et une autre avec l'UE Sant Andreu (2011-2012). Il termine sa carrière avec le club amateur de Castelldefels (2012-2013).
Le bilan de la carrière de Nakor Bueno en championnat s'élève à 159 matchs en deuxième division, pour 30 buts, et 249 matchs en troisième division, pour 68 buts.